# 15 Ава
Ту бе-Ав (івр. ט"ו באב або П'ятнадцяте ава — свято в юдаїзмі, що святкується в повний місяць п'ятнадцятого ава (липень — серпень).  В даний час традиція святкування цього дня втрачена, і він відзначений лише тим, що не читаються щоденні покаяні молитви (таханун) і не вдаються до скорботи. З п'ятнадцятого ава починається духовна підготовка до місяця елюль та «Грізних днів». День Святого Валентина   , коли дарують своїм коханим вітальну символіку та квіти , втім, ця традиція значно менш популярна, ніж звичаї, пов'язані з Днем святого Валентина у США. Разом з Ханукою, Пуримом і Ту бе-Ав є рабиніським (постбіблейським) святом , проте згадується в книзі Суддів, 21 як стародавнє свято в Шіломі.

## Історія та значення
Талмуд (Мішна, трактат Тааніт) каже: «Не було таких радісних днів у Ізраїлю, як П'ятнадцяте ава та Йом Кіпур».   Відповідно до Мішни, П'ятнадцятого ава сталося 6 радісних подій: 
- припинився мор, що знищував вихідців з Єгипту — лихо було виконанням винесеного Богом смертного вироку всьому поколінню, що вийшло з Єгипту, представники якого здійснили два важкі гріхи: створення золотого тільця, і небажання йти в Землю Ізраїльську.
- відбулося скасування заборони (див. Суд. 19-21) одруження нащадків роду Веніямина з дівчатами, що належать до інших ізраїльських родів (див. наложниця у Гіві)
- припинила існування загальна заборона шлюбів між представникам різних ізраїльських родів
- ізраїльським царем Осією було видано указ, який прийшов на заміну заборонному указу Єровоама I, який дозволив підданим Ізраїльського царства відвідувати під час свят Єрусалим.
- підходила до завершення заготівля дров для жертовника Єрусалимського храму, де відповідно до Тори завжди повинен горіти вогонь
- були поховані останні із захисників Бейтара, чиї тіла римляни заборонили ховати.

Вважається вкрай сприятливим днем для весілля, оскільки згідно з Мішне, існував звичай починати сватання для створення нових сімей в Ізраїлі.  Відповідно до Мішни (Тааніт 4:8) цього дня «доньки Єрусалима» позичали одна в одної білий одяг, щоб «не бентежити незаможних» одягали, а потім співали і водили хороводи у виноградниках з метою знайти нареченого.     Цей обмін одягом мав показати, що важливі краса і добробут, а головне — сила сердець.  Дівчата співали слова з Тааніт: "Юнак! Підійми свої очі і зроби свій вибір, вибери собі дружину. Не дивись на красу, дивись на сімейство.   Також танці проводилися на міській площі тодішньої столиці Ізраїлю — Шіло у Самарії. 
Також у цей день з часів будівництва Другого храму починали відзначати свято врожаю винограду та виноробства, що тривало до Йом-Кіпуру, під час яких члени кібуців намагалися пов'язати його з музикою, піснями, поезією та любовними піснями.англ. chagigat hakeramim)   На свято запрошувалися усі представники народу Ізраїлю незалежно від становища у суспільстві. 

## Сучасний стан
Сьогодні зберігаються деякі залишкові явища Ту бе-Ав у деяких традиційних єврейських громадах. Деякі покаяні та ранкові молитви, що входять до денної служби, не промовляються. Наречені не дотримуються передвесільного посту. Настання Ту бе-Ав означає закінчення занять в єшиві, і після ранкової служби в синагозі наставники повинні роздавати своїм підопічним по склянці бренді і шматку пирога. 
Нині святкування Ту бе-Ав розділилося дуже невигадливе і деякі досить послідовні. Так, у Цемаху, розташованому неподалік Тиверіади, на Ту бе-Ав відбувся молодіжний зліт п'ятдесяти тисяч хлопців та дівчат на рок — концерт під загальною назвою «Ніч кохання на Тіверіадському озері». Вони спільно провели вихідні дні, здебільшого розташувавшись перед сценою. Деякі пари ночували в спальниках, а багато хто волів просто спати на узбережжі. Це була неоханаанітська вечірка, яка не мала нічого спільного з справжнім Ту бе-Ав, і стародавнє свято перетворилося на сумнівний захід. У той же час, наприклад, інше святкування Ту бе-Ав проходило на Мангеттані в Ньй-Йорку, де група зі 100 неодружених і неодружених молодих людей у віці від 30 до 4- років зібралася в ротонді, розташованій біля підніжжя 79 вулиці та річки Гудзон з видом на човнову бухту та Палесейдс-Парк. Спонсором заходу виступили Збори громади Якова (англ. Congregation Kehilath Jacob). Оскільки це було ортодоксальне святкування, танці були роздільними. Невеликий ансамбль із восьми музикантів грав єврейські та хасидські мелодії. Знайомство людей проводив професійний сват, або шадхан (їд. שאדכן, Пінкус Фрейберг, який розглядав свою діяльність таким чином: «Бог вибирає пару, я ж лише надихаю». Також до тих, хто на Ту бе-Ав допомагає чоловікам і жінкам знайти собі супутника на все життя, входять модельєр, скрипаль, психотерапевт та юдейський наставник. Одна з тих, хто вирішив відмовитися від традиційної білої на користь яскравої ситцевої сукні на Ту бе-Ав, Арлін Агус, задала тон, сказавши, що «Сватання подібне до полювання за головами, а крім того, це полювання за серцями».
Торгові мережі Ізраїлю приурочують до Ту Бе-Ав розпродажи та акції. Наприклад, морозива або спідньої білизни.
У 2023 році організація «Баїм бе-тов», створена для боротьби з кризою пізнього одруження, запустила напередодні свята громадську кампанію. Вона закликає ізраїльтян допомогти знайомим холостякам влаштувати особисте життя.

## Оцінки
Рабі Шимон бен Гамліель вважав, що цього дня «племенам Ізраїлю було дозволено змішуватися один з одним». 

Фахівець з юдаїки та єврейської філософії Меїр Левінов зазначає, що
Не було в Ізраїлі свята прекраснішого за 15 Ава. Єврейські дівчата виходили до садів у білих сукнях — позичених, за звичаєм, одна в одної, щоб нікому не було соромно через відсутність гарного одягу. У садах вони водили хороводи, і кожен, хто шукав собі наречену, йшов туди.
Генріх Грец вважає, що святкування п'ятнадцятого ава з'явилося завдяки фарисеям, які намагалися показати цим свою перемогу над садукеями.
Деякі вчені звертають увагу на те, що в це свято запалювалися смолоскипи та багаття, що, на їхню думку, свідчить про зв'язок Ту бе-Ав із язичницькими урочистостями на честь літнього сонцестояння.

## Цікаві факти
- Ту бе-Ав відомий на Заході як єврейський «день Седі Гокінс»[en][9] (Седі Гокінс — героїня коміксу, «мисливця за чоловіками»[18])